# كوكاتو أزرق العينين
كوكاتو أزرق العينين هو نوع من أنواع الكوكاتو كبير الحجم متوطن في غابات بريطانيا الجديدة شرق جزيرة غينيا الجديدة.